# Philotis basalis
Philotis basalis är en fjärilsart som beskrevs av Walker 1865. Philotis basalis ingår i släktet Philotis och familjen mott. Inga underarter finns listade i Catalogue of Life.